# 安達町
安達町（あだちまち）は、福島県にあった町である。2005年12月1日に二本松市、岩代町、東和町と新設合併し、二本松市となった。

## 地理
北を福島市、南を二本松市に囲まれ、東は阿武隈川を境界として安達郡の町と隣接する。二本松市街地が比較的近い。
- 河川:阿武隈川、油井川、駒寄川、轟川

## 歴史
- 1955年（昭和30年）1月1日 - 油井村、渋川村、上川崎村が合併し、安達村となる。
- 1960年（昭和35年）2月1日 - 安達村から、安達町となる。

## 交通
東北新幹線が通過しているが停車駅はなく、安達町のほとんどの範囲でトンネルを走り地上に姿を現さない。同様に東北自動車道も通過するがICはない。鉄道路線は東北本線の安達駅を中心とし、道路網は国道4号が走る。いずれの交通も南北方向によく発達している。
路線バスは福島交通のバスが運行されている。

## 教育
中学校
- 安達中学校

小学校
- 油井小学校
- 渋川小学校
- 上川崎小学校
- 下川崎小学校
  - 現在、上川崎小学校と下川崎小学校は、二本松市との合併後、統合して川崎小学校となっている。

## 安達町を舞台とした作品
- ひまわり （NHK）

## その他
- 道の駅安達 - 国道4号の福島市との境界付近にある道の駅。
- 高村智恵子 - 安達町（旧・油井村）出身の洋画家。高村光太郎の『智恵子抄』で有名。町内に、記念館があり、作品を展示している。
- 上川崎和紙 - 千年以上の歴史がある手漉き和紙の産地である。
- 安斎隆 - セブン銀行社長、日本長期信用銀行頭取、日本銀行理事、旧・上川崎村出身。